# Stumble Guys
«Stumble Guys» — гра у жанрі королівської битви, розроблена компанією Kitka Games. Пізніше права на гру були придбані компанією Scopely. Вона була випущена в відкритий доступ 24 вересня 2020 року в Google Play, потім 12 лютого 2021 року в App Store для користувачів iOS, і того ж року вона вийшла на платформі Steam.
У вересні 2022 року компанія Scopely придбала гру, однак сума угоди не розголошується.Після придбання гри, Scopely була визнана кращим видавцем на Mobile Games Awards, а гра «Stumble Guys» отримала нагороду «Best Live Ops».
ㅤㅤㅤㅤㅤㅤㅤㅤㅤㅤㅤㅤㅤㅤㅤㅤㅤㅤㅤㅤㅤㅤㅤㅤㅤㅤㅤㅤㅤㅤㅤㅤㅤㅤㅤㅤㅤㅤㅤㅤㅤㅤㅤㅤㅤㅤㅤㅤㅤㅤㅤㅤㅤㅤㅤㅤㅤㅤㅤㅤㅤㅤㅤㅤㅤㅤㅤㅤㅤㅤㅤㅤㅤㅤㅤㅤㅤㅤㅤㅤㅤㅤㅤㅤㅤㅤㅤㅤㅤㅤㅤㅤㅤㅤㅤㅤ

## Розвиток гри в Україні
Перед продажем гри компанією Kitka Games вона щодня стабільно розвивалась, універсалізуючи аспекти гри, додавши або виправляючи недоліки. Одним з найкращих рішень було впровадження турнірів у саму гру, що значно розширило її можливості. Особливо успішно було реалізовано режим Block Dash, який став одним з найпопулярніших та захопливих. Крім того, була проведена оптимізація, що дозволяє користувачам з менш потужними пристроями насолоджуватися грою, не зазнаючи проблем з продуктивністю.
Авторитет компанії Scopely значно допоміг розвитку гри. Завдяки їх авторитету, вони співпрацювали з різними проєктами та особистостями, включаючи: MrBeast, Nerf Guns, Savvy Games Group та Rabid Rabbits. Навіть зараз вони продовжують активно шукати нових партнерів для подальшого розвитку гри. Гра також пишалася першими місцями в App Store та Google Play. Зі зібраних даних в App Store гра утримувалася на першому місці в розділі ігор цілих 14 днів — що досить значно. А в Google Play 9 днів.
Потім, сама компанія активно розвивалася і просувала свій продукт. Уже з 9 березня 2023 року був запущений сайт, на якому багато актуальної інформації про гру, офіційних ютуберів та інше. Додатково компанія запровадила підтримку творців. У самій грі ви вводите код творця, і при будь-якому поповненні валюти або покупці акцій, певний відсоток переходить творцю, якого ви згадали, коли вводили код.
Під час розвитку розробники додавали все більше образів, карт та функцій у гру, що не могло не радувати. Не забуваймо про Kitka Games — фінська компанія змогла залучити 30,1 мільйонів активних користувачів до моменту продажу гри. Але під керівництвом компанії Scopely гра 6 квітня 2023 року, перевищила позначку в 1,000.000 підписників на каналі гри! Пізніше їхня загальна аудиторія в TikTok перевищила позначку в 2,000,000.
Станом на 2024 рік, гра залишається активною і продовжує розвиватися дуже успішно.

## Доповнення
- Інформація була взята з наявних джерел даних: «Ranking of Ukraine», «Stumble Online» i «MAA Clan».
- Офіційний Discord гри.
- Офіційний сайт гри